# JOS Nosy-Bé
JOS Nosy-Bé – madagaskarski klub piłkarski mający swą siedzibę w mieście Andoany, grający niegdyś w pierwszej lidze madagaskarskiej.
Zespół JOS Nosy-Bé tylko raz zdobył tytuł mistrza Madagaskaru (1987).
Rok po zdobytym tytule mistrzowskim, zespół JOS Nosy-Bé brał udział w Afrykańskiej Lidze Mistrzów. W pierwszej rundzie zmierzył się z mistrzem Mozambiku, czyli CD Matchedje de Maputo. Madagaskarczycy wygrali u siebie 2–1, jednak przegrali w Maputo 1–3. Madagaskarscy piłkarze przegrali w dwumeczu 3–4 i odpadli z turnieju.

## Sukcesy
- I liga[1]:
  - mistrzostwo (1):  1987.

## Występy w afrykańskich pucharach
| Sezon | Rozgrywki       | Runda | Kraj     | Klub                   | Dom | Wyjazd | Dwumecz |
| ----- | --------------- | ----- | -------- | ---------------------- | --- | ------ | ------- |
| 1988  | Puchar Mistrzów | 1     | Mozambik | CD Matchedje de Maputo | 2–1 | 1–3    | 3–4     |

## Stadion
Domowe mecze klub rozgrywa na stadionie o nazwie Stade du Nosy-Bé w Andoany, który może pomieścić 2000 widzów.